# 以相同時薪工作著朋友的美人媽媽
《以相同時薪工作著朋友的美人媽媽》（同じ時給で働く友達の美人ママ）是日本女子偶像組合S/mileage的第3张单曲，於2010年9月29日由hachama发售。

## 概要
- 此單曲有4個版本，分別有「初回生産限定盤A - C」和「CD ONLY」。「初回生産限定盤A - C」收錄了《以相同時薪工作著朋友的美人媽媽》的PV，邀請了前早安少女組。成員辻希美參與演出。
- 「CD ONLY」收錄了洗牌組合小早安的《一點點的愛》。
- 在10月11日於Oricon公信榜单曲週榜取得第5位。

## 收錄内容

### CD
1. 以相同時薪工作著朋友的美人媽媽
（作詞、作曲：淳君　編曲：山崎淳）
2. 一點點的愛（ちょこっとLOVE）
（作詞、作曲：淳君　編曲：鈴木俊介）
3. 以相同時薪工作著朋友的美人媽媽(Instrumental)

### DVD（初回生産限定盤A）
1. 以相同時薪工作著朋友的美人媽媽（Dance Shot Ver. Pink）

### DVD（初回生産限定盤B）
1. 以相同時薪工作著朋友的美人媽媽（Close-up Ver.）

### DVD（初回生産限定盤C）
1. 以相同時薪工作著朋友的美人媽媽（4 Shot Lip Ver.）